# Cornesse
Pour les articles homonymes, voir Cornesse (homonymie).
 (avril 2012).
Cornesse (en wallon Coirnesse) est une section de la commune belge de Pepinster située en Région wallonne dans la province de Liège. C'était une commune à part entière avant la fusion des communes de 1964.
Le village de Drolenval lui fut adjoint le 2 avril 1822.
Pepinster reprend, depuis la fusion des communes, les villages de Cornesse, Wegnez, Soiron, Drolenval et Goffontaine.
C'est un village où l'on trouve des habitations récentes et anciennes dont encore quelques exploitations agricoles, une épicerie au cœur du village, une école (l’École fondamentale de Cornesse appartenant à l'Athénée Royal de Pepinster avec les deux autres implantations qui sont l'école de Piqueray au centre de Pepinster et l'école Pont Robert aussi à Pepinster), une église, une petite plaine de jeux, un club de football.

## Géographie
Bordé par la forêt et offrant une magnifique vue plongeante sur Soiron mais aussi sur Pepinster et Goffontaine, le village situé au pied des collines est un des plus beaux villages de Wallonie.

### Ancienne situation
La commune de Cornesse était de 584 hectares, joignant vers le nord l'ancienne commune de Soiron, vers l'est celle de Wegnez, vers le sud celles de Pepinster et de Fraipont, et vers l'ouest à celle d'Olne. Sa population était essentiellement agricole jusqu'au XVIIIe siècle.

## Évolution démographique
- Sources : INS, Rem. : 1831 jusqu'en 1970 = recensements, 1976 = nombre d'habitants au 31 décembre.

### Population de la commune de Cornesse
En 1593, un recensement présente 409 habitants répartis dans les hameaux suivants :
- Le Thier : 42 habitants ;
- Drolenval : 58 habitants ;
- Goffontaine : 47 habitants ;
- La Saute: 15 habitants ;
- Grand'Ry : 26 habitants.

De 1824 à 1827, on construit la grand route de la Vesdre et le chemin de fer qui vont favoriser un accroissement rapide de la population.

## Histoire

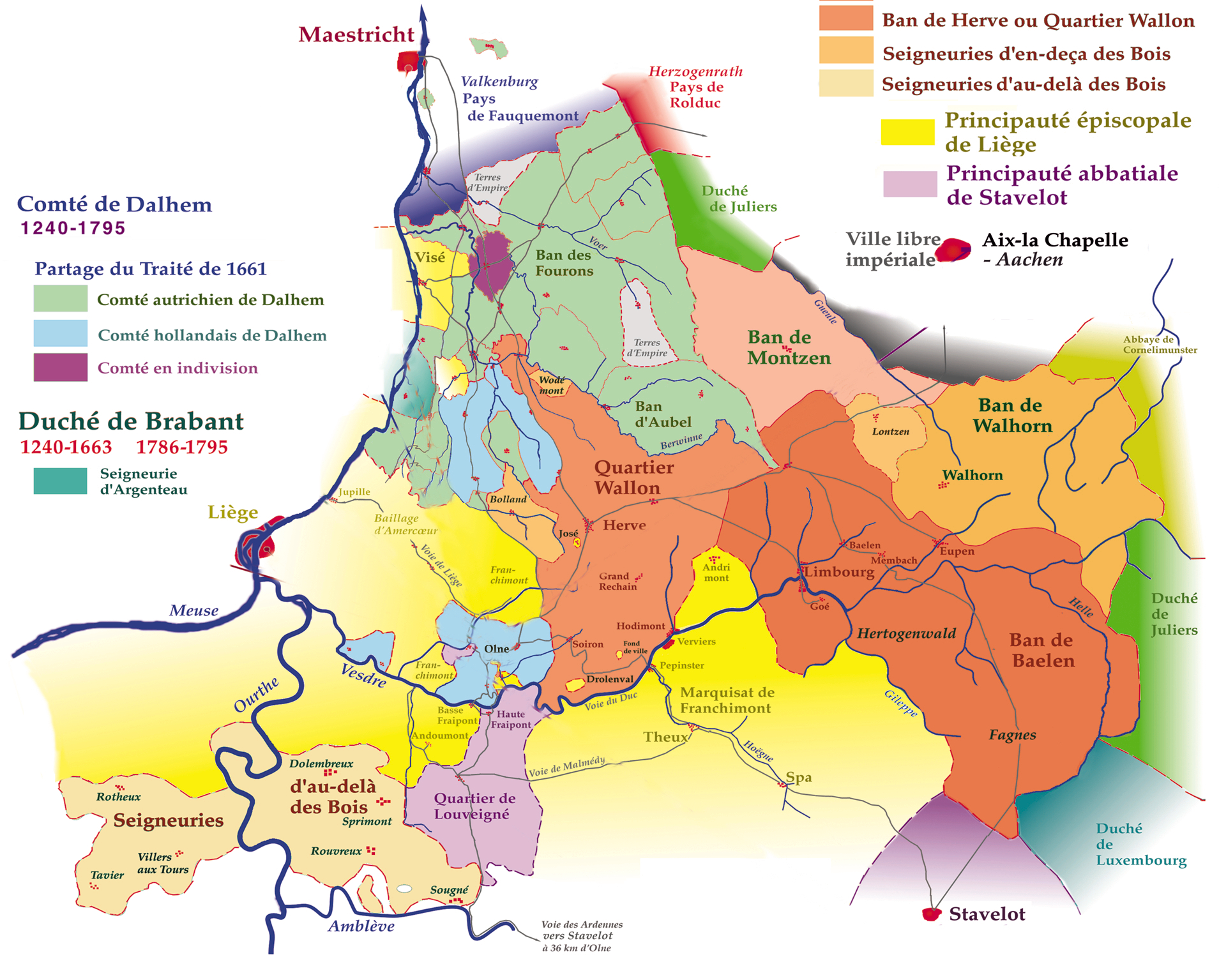
Carte du Duché de Limbourg et de la Principauté de Liège : on distingue la seigneurie de Drolenval.

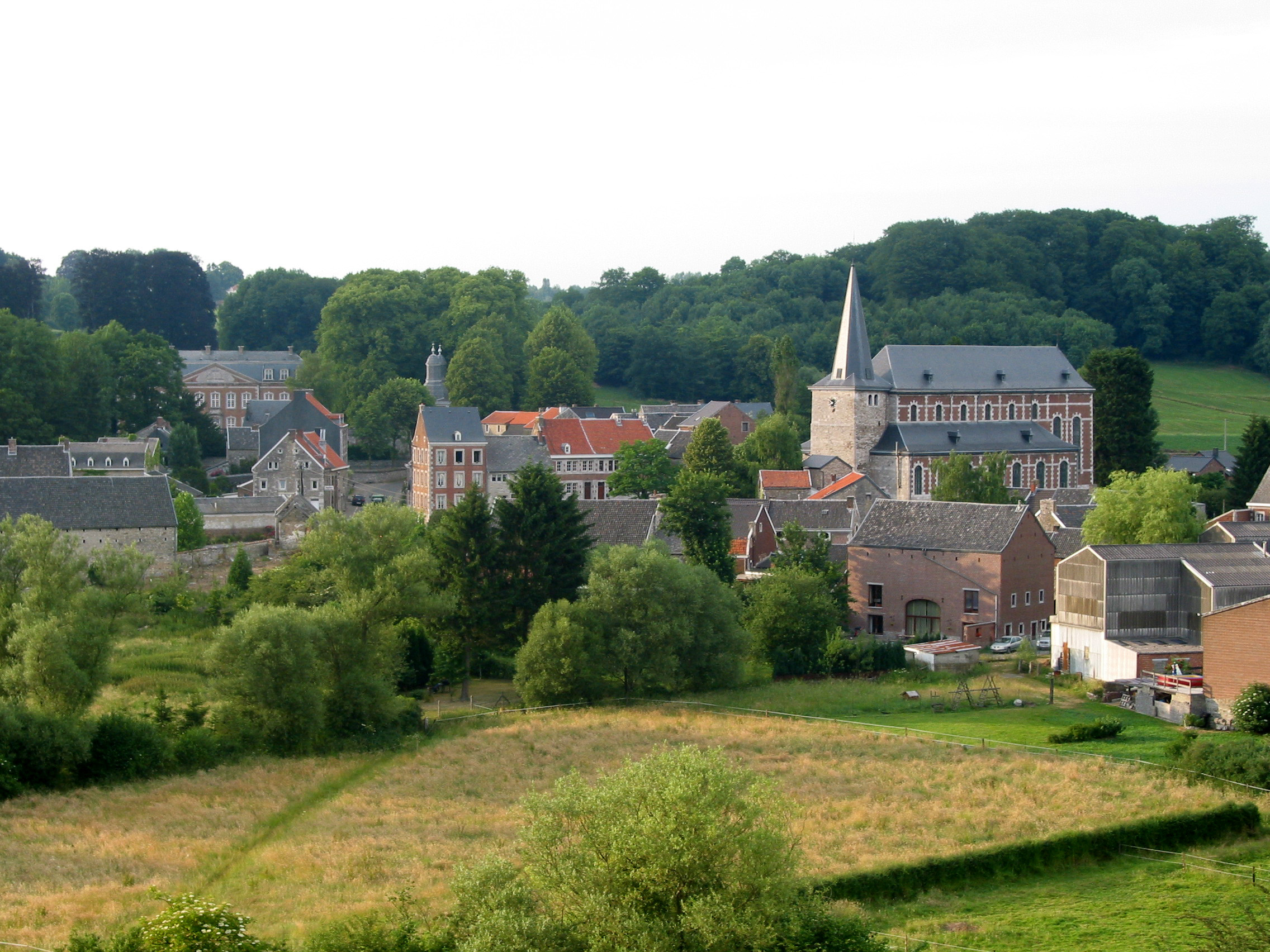
Le village de Soiron.

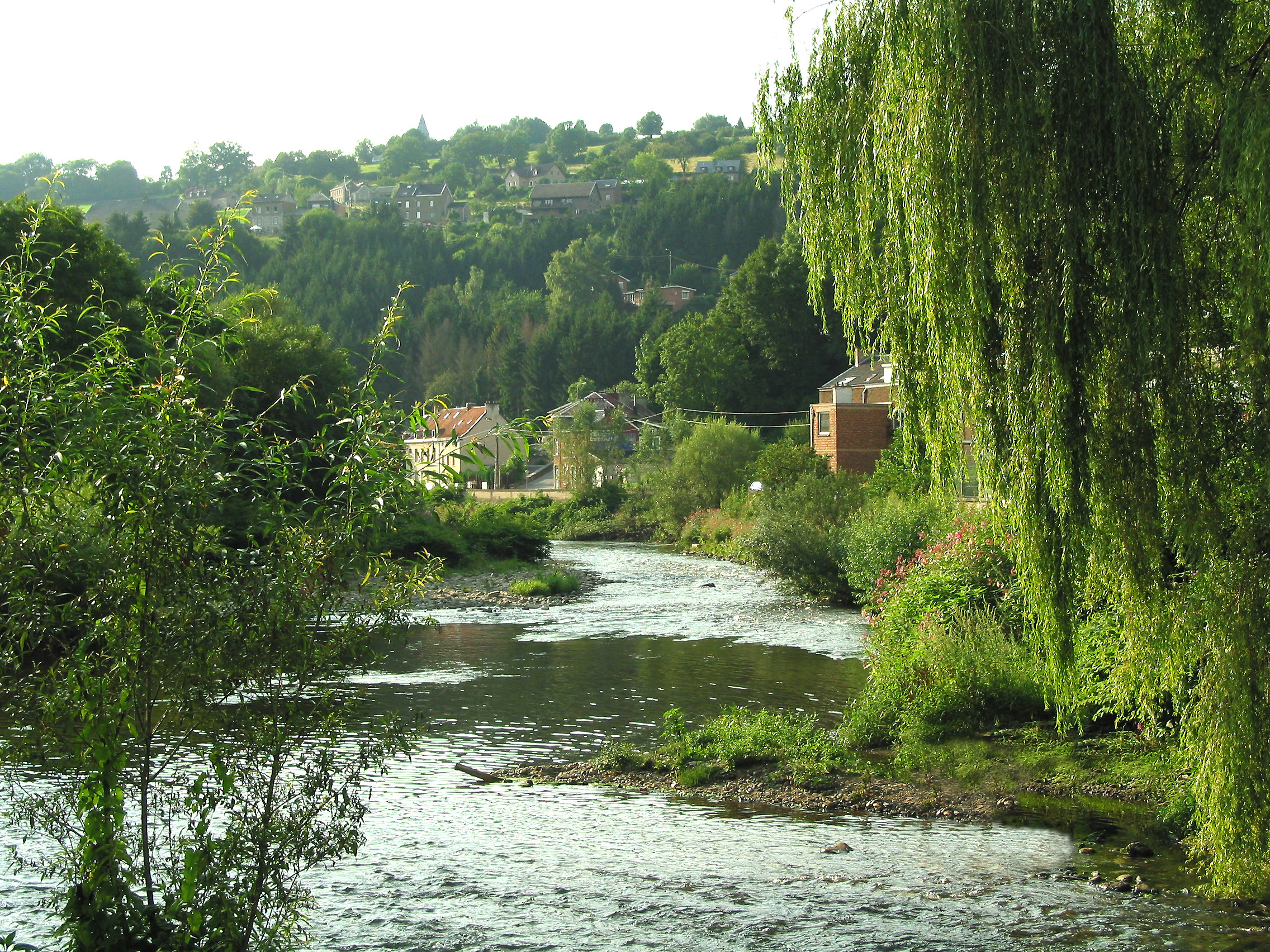
La Vesdre, dans la vallée près de Goffontaine fournit l'énergie hydraulique nécessaire aux fenderies et à l'industrie lainière.

Le village dépend de la Seigneurie de Soiron, Duché de Limbourg.
On suppose généralement que les parties nord, est et ouest de Cornesse viennent de la donation du 13 août 1005 comme le village voisin d'Olne par le Chapitre Saint-Adalbert d'Aix-la-Chapelle, ce qui détermina la frontière du fief de Drolenval, resté lui avec Theux dans le domaine de l’Évêque de Liège. En 1086, des biens sis à Cornesse garantissaient déjà le paiement de divers cens dus à l'église de Soiron.
An début du XIIIe siècle, un chevalier du nom d'Antoine de Jevoumont, possédait les dîmes de Drôleval et de Cornesse et les transmit à Jean Barnéal, qui les laissa à sa fille Ode de Theux, dans le domaine de l’évêque de Liège, qui les transmit au Couvent des Écoliers de Liège en 1252.
Au cours des siècles suivants Cornesse va partager les destinées des seigneurs de Soiron des seigneurs de Gronsveld en 1384 au Woelmont dès 1648, et Drolenval, celles de Henry de Drolenvaux en 1370 aux barons de Méan de 1663 à 1789.
Ce ne fut qu'en 1750 que les habitants de Cornesse et de Drolenval furent dotés d'une chapelle régulièrement desservie. Autrefois, ils devaient se rendre aux offices à Soiron. Une première chapelle fut construite à la place du cimetière actuel par le décimateur Jaspar Pirlet en 1694, et la nouvelle église ne fut autorisée par le Prince-Évêque Jean Théodore de Bavière le 26 mars 1749. Le premier prêtre s'appelait Mathieu-Henry Legrand. La nouvelle église, Notre-Dame de Cornesse, construite en 1896 et consacrée par l’évêque de Liège V.-J. Doutreloux le 1er mai 1897, est l'œuvre de l'architecte L. Monseur d'Ayeneux.
En 1794, la période française précise la séparation administrative entre Soiron et Cornesse. Le premier maire s'appelait Jean-Jaques Leporcq. Quant à Drolenval, le village demanda, avec la municipalité de Cornesse la réunion des deux territoires en un seul, et il fut décrété la fusion par Guillaume Ier le 2 avril 1822. Le bourgmestre était Mathieu-J. Closset aux élections de 1830.
On construit la maison communale en 1862.
En 1880, est fondée une société d'harmonie : l’Écho des montagnes; en 1881 le Cercle dramatique de Cornesse et en 1891, est fondée la réunion chorale.
Le 10 avril 1869, une loi rectifie les limites entre Cornesse et Wegnez. En 1909, Hubert Halet est bourgmestre.
Goffontaine
Le même architecte[Qui ?] construit à Goffontaine, en pierre de Chanxhe, la même église qu'à Cornesse en 1889, dédiée à saint Monon. L'ancienne chapelle de 1749 est reconvertie en cabaret en 1900. Dans la vallée, dès le XVe siècle s'installe l'industrie du fer, où on retrouve encore des déchets de mica et de pyrite. Un droit de tocquage était dû au Seigneur de Soiron pour une fonderie en 1700 par un certain Jaques-Philippe DeJong. L'industrie liégeoise concurrente fit disparaitre cette activité qui fut remplacée par une filature de laine cardée.
GrandRy
C'est là que se trouvait le second moulin banal de Soiron, (l'autre était à Vaux-sous-Olne). Il est occupé en 1521 par un certain Johan de Melen. Il le cède à cette date à Johan de Mosbeux dont les descendants vont prendre le nom de Grandry qui restèrent meuniers pendant deux siècles.
Dès 1831, l'usine Bonvoisin installe une foulerie de drap, les premiers métiers à tisser, et engage jusqu'à 350 ouvriers. Détruite par un incendie en 1871, elle est entièrement reconstruite et en 1908, elle possède une carderie de 27 assortiments, 20 000 broches de filage, 23 cuves de teinturerie de laine et de coton, une blanchisserie, un épaillage chimique et deux léviathans : elle traite par jour 3 000 kg de produits finis. Elle a une production de près de 800 000 kg de fils cardés. La plupart des ouvriers habitaient les Golettes.
La seigneurie de Drolenval
Une autre partie appartenait à la seigneurie de Drolenval, laquelle relevait de la Principauté de liège. Fief liégeois enclavé dans la terre de Soiron, Drolenval avait la Vesdre pour limite — depuis une souche d’ormeau planté dans une prairie au-dessus du gouffre de Nerivy près de Gerbo, jusqu'à une roche émergeant du lit de la rivière, sous la Heid de Mousset, roche appelée communément Pierre au Héron — . Ce bornage fut précisé entre les deux seigneuries en 1670 et 1678.
Bien que sujets d'un souverain différent, les habitants de Drolenval faisaient partie de la paroisse de Soiron et contribuaient, de ce fait, à l'entretien de l'église et du presbytère. ainsi qu'au paiement de diverses portions de la dîme. De même permission était donnée aux habitants de faire paître le bétail dans les biens communaux de Soiron, contre une corvée d'un jour de fanage d'un pré.

## Patrimoine et culture

### Culture
Cornesse est connue pour sa fête des cerises qui se déroule le deuxième week-end de juillet (attractions foraines, jogging enfants et adultes, karaoké, tournoi de pétanque, jeux inter-villages, animations de rue diverses, concours de belote, barbecue campagnard, jeux populaires, spectacles pour enfants, pièce en wallon, concours du plus grand mangeur de tarte aux cerises, bals, feu d'artifice, etc.)